# Einladungsrennen
An einem Einladungsrennen kann nur teilnehmen, wer vom Veranstalter dazu eingeladen wurde. 
Sind bei normalen Rennen die Startplätze begrenzt, so werden die regelmäßigen Teilnehmer an der zugehörigen Meisterschaft bevorzugt bzw. Startplätze in der Reihenfolge des Nennungseingangs entschieden. Manche Veranstalter können es sich jedoch leisten, nach Gutdünken vorzugehen, und laden nur einige der in Frage kommenden Teilnehmer ein. 
Ein bekanntes Beispiel aus dem Motorsport ist das 24-Stunden-Rennen von Le Mans oder im Biathlon das Rennen in der Arena Auf Schalke. Einladungsrennen sind aber auch in anderen Sportarten üblich, z. B. im Radsport, in der Leichtathletik, im Triathlon oder im Pferdesport.
Motive für Einladungsrennen sind u. a. Tests von künftig geplanten Veranstaltungen, das Zusammenbringen von leistungsstarken Sportlern zur Erzielung besserer Leistungen, aber auch die Vermeidung des Starts unerwünschter Teilnehmer.